# Családfelállítás
A családfelállítás Bert Hellinger nevéhez fűződő terápia. A Familienaufstellung szó szerinti fordítása. A terápia Magyarországon 2000 óta családleképezés, családfelállítás, családállítás neveken vált ismertté.

## Leírás, történet

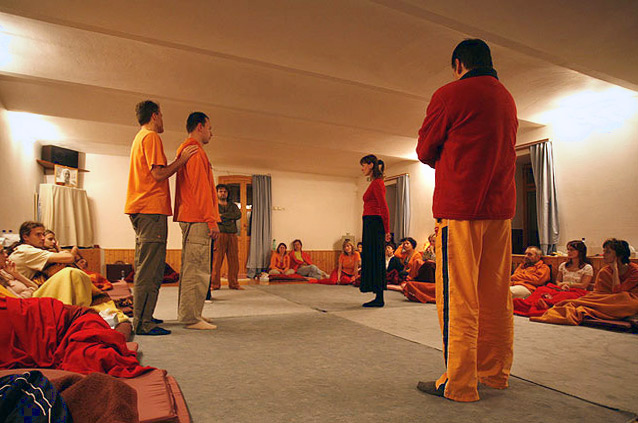
Családfelállítás

A családállítás merőben más szempontból kutatja a problémák okait, mint a legtöbb pszichológiai módszer. A pszichológia sokféle módszere (pl. pszichoanalízis, kognitív terápia, személyközpontú terápia) mindegyik hatékony a maga módján. Közös vonás, hogy azt vizsgálják, hogy mi a gyerekkorunknak az a történése, ami miatt az éppen aktuális problémánk kialakult. A családállítás lényege, hogy lehetnek olyan elakadások az életünkben, amelyeknek a gyökere nem a személyiségünkben, vagy a gyerekkorunkban rejlik. Olyan érzések, viselkedési minták, melyeket a családunkból, szüleinktől, felmenőinktől vettünk át. Ezek lehetnek érzések, viselkedések, akár egész emberi sorsok is, amelyek az életünknek valamilyen elakadásában csúcsosodnak ki. A családállításhoz nem szükséges pszichológusi végzettség, de sok pszichológus is foglalkozik ezzel a módszerrel.
Általában csoportos formában történik, de egyéni foglalkozás is lehetséges. A csoportos formánál az egyén két-három mondatban elmondja témáját, majd a vezető vagy az egyén a csoportból a családtagok helyett megszemélyesítőket választ. Helyüket a térben a vezető jelöli ki, vagy megkéri az egyént, hogy kezeit vállukra téve helyezze el őket úgy, ahogy abban a pillanatban érzi. Ezután magától elindul a személyek mozgása, mintegy ráérezvén az egyén és a hozzátartozó sorsok, események energiájára, kötődéseire. A mozgásban előbb utóbb megjelenítődik a „sérült pont”, a kitagadott, elfelejtett, megítélt odatartozó. Ezután következik a tudattalan szeretetből fakadó kötődések feloldása, és a tudatos szeretet kialakítása: az egyén a felvállalt sorsot nagy tisztelettel „visszaadja” annak, akihez az tartozik, gondolkodásmódja ítéletmentessé válik és „elkezdheti” a saját életét.
Az egyéni foglalkozásnál a vezető és az egyén együtt idézik fel a mezőt és keresik meg a „sérült pontot”. Egy fehér lapon jelképes figurákkal megjelenítik a mező résztvevőit, és ugyanúgy eljuthatnak a szeretettel teljes gyógyító mondatokig, mint a csoportos foglalkozáson.
Hellinger azt állítja, ő nem feltalálta, csak felfedezte a módszert. Ezért az szabadon terjeszthető, nincsenek dogmái, szigorúan kötött szabályai. Ebből következően nincsenek minőségi normái, számon kérő vagy akkreditáló intézményei sem.
A mezőszemléletű megközelítés szerint, a családfelállítás egy adott család „szellemi mezejében” történő rendeződés. A mezőbe tartozik a terápiát kérő személy, az ősei, a korábbi és a jelenlegi kapcsolatrendszerei. A szellemi mező Hellinger szerint egy morfogenetikus energiamező – a forma keletkezésének mezeje (nem összekeverendő a morfogénnel(en), amely valamely biológiai szövet fejlődéséért felelős biokémiai faktor). Az elnevezés azon a megfigyelésen alapul, hogy ha valami megtörtént, akkor idővel újra és újra megismétli önmagát, mígnem formává alakul. Amikor az egyén cselekvés előtt áll, a mező emlékezik és megismételhet egy korábbi cselekvést. Ezért fordulhat elő, hogy egy családban generációról generációra ugyanazok a sorsok ismétlődnek, mert a családi mező emlékezete ugyanazokat hívja elő. Bert Hellinger megfigyelte, hogy ha ezt a mezőt kívülről egy új szellemi behatás éri – egy új szellemi mozgást állítunk be – akkor ez az ismétlődés megáll és az egyén képes lesz egy új életszakaszt kezdeni. A gyógyulás azzal kezdődik, ha a múltat – az ismétlődésekkel együtt – tisztelettel elfogadja, nyitottá válik a jövő felé, és vállalja a pillanat kockázatát. Amikor az egyén felismeri a valóságot, azt, ami van, és nem annak bűvöletében él, hogy a valóságnak milyennek kellene lenni, akkor ez az a pillanat, amikor az új szellemi mozgás beállítható gyógyító mondatokkal. A mondatok szeretettel teljesek, elfogadóak és a mélyben hatnak.
Bert Hellinger megfigyelése, hogy „létezik egy mélység, amelyben minden összefolyik. Ez a mélység kívül esik az idő határain. Az életet olyan, mint egy piramis. Fenn, az egészen kicsi kis csúcson zajlik minden, amit haladásnak, történelemnek nevezünk. Lenn, a mélységben a jövő és a múlt összemosódik. Ott csak tér van, idő nincs. Néha előáll olyan helyzet, melynek során kapcsolatba kerülünk ezzel a mélységgel. Ilyenkor valamilyen rejtett rendszert ismerünk fel benne és lelkünk valami nagyobb méretű irányába képes elmozdulni.”
Módszerének továbbadására Bert Hellinger 2005 május 5-én indította útjára a magyarországi Hellinger Intézetet.

## Kritikák
Mivel a családfelállítás a jelenlegi általánosan elfogadott tudományon kívüli fogalmakkal (morfogenetikus mező, távolbahatás, vallás, ősi gyógyító rítusok, stb.) dolgozik, emiatt áltudományos. (Tudományos az, amit igazoltak kísérlettel.)
Látszólagos működése azon múlik, hogy az alany mit lát bele a mozgásokba, hogyan értelmezi a történteket – megjelenik benne az önbecsapás, önbeteljesítés, a tudaton kívüli .
Ezen kívül igazak rá a további állítások:
- A módszertan alapvetései és állításai tudományos módszerekkel jelenleg nem voltak validálva – a bizonyítás feladata azoké, akik gyakorolják, használják.
- Mivel Hellinger nem fogalmazott meg szigorú metodikát és szabályokat, ezért a családállítás gyakorlása nincs semmilyen képzéshez, szabályozáshoz vagy akkreditációhoz kötve: jelenleg bárki tarthat ilyen foglalkozást.